# العلاقات السورية اللاتفية
العلاقات السورية اللاتفية هي العلاقات الثنائية التي تجمع بين سوريا ولاتفيا.

## مقارنة بين البلدين
هذه مقارنة عامة ومرجعية للدولتين:
| وجه المقارنة                                              | سوريا                    | لاتفيا                                             |
| --------------------------------------------------------- | ------------------------ | -------------------------------------------------- |
| المساحة (كم2)                                             | 185.18 ألف               | 64.59 ألف                                          |
| عدد السكان (نسمة)                                         | 18.27 مليون              | 1.93 مليون                                         |
| الكثافة السكانية (ن./كم²)                                 | 98.66                    | 29.88                                              |
| العاصمة                                                   | دمشق                     | ريغا                                               |
| اللغة الرسمية                                             | اللغة العربية            | اللغة اللاتفية                                     |
| العملة                                                    | ليرة سورية               | يورو، لاتس لاتفي، الروبل اللاتفي ‏، الروبل اللاتفي ‏ |
| الناتج المحلي الإجمالي (بليون دولار)                      | 60.20 مليار              | 30.26 مليار                                        |
| الناتج المحلي الإجمالي (تعادل القوة الشرائية) بليون دولار |                          | 49.24 مليار                                        |
| الناتج المحلي الإجمالي الاسمي للفرد دولار أمريكي          |                          | 14.06 ألف                                          |
| الناتج المحلي الإجمالي للفرد دولار أمريكي                 |                          | 23.55 ألف                                          |
| مؤشر التنمية البشرية                                      | 0.594                    | 0.819                                              |
| رمز المكالمات الدولي                                      | +963                     | +371                                               |
| رمز الإنترنت                                              | .sy                      | .lv                                                |
| المنطقة الزمنية                                           | ت ع م+02:00، ت ع م+03:00 | ت ع م+02:00، ت ع م+03:00، أوروبا/ريغا ‏             |

## منظمات دولية مشتركة
يشترك البلدان في عضوية مجموعة من المنظمات الدولية، منها:
| علم المنظمة | اسم المنظمة                               | تاريخ انضمام سوريا | تاريخ انضمام لاتفيا |
| ----------- | ----------------------------------------- | ------------------ | ------------------- |
|             | مؤسسة التنمية الدولية                     | 28 يونيو 1962      | 11 أغسطس 1992       |
|             | يونسكو                                    | 16 نوفمبر 1946     | 9 يوليو 1951        |
|             | وكالة ضمان الاستثمار متعدد الأطراف        | 14 مايو 2002       | 21 أغسطس 1998       |
|             | الأمم المتحدة                             | 24 أكتوبر 1945     | 17 سبتمبر 1991      |
|             | الاتحاد البريدي العالمي                   | ?                  | ?                   |
|             | البنك الدولي للإنشاء والتعمير             | 10 أبريل 1947      | 11 أغسطس 1992       |
|             | المنظمة الهيدروغرافية الدولية             | ?                  | ?                   |
|             | الاتحاد الدولي للاتصالات                  | 12 يناير 1924      | 11 ديسمبر 1921      |
|             | منظمة حظر الأسلحة الكيميائية              | ?                  | ?                   |
|             | مؤسسة التمويل الدولية                     | 28 يونيو 1962      | 29 سبتمبر 1993      |
|             | المركز الدولي لتسوية المنازعات الاستشارية | 24 فبراير 2006     | 7 سبتمبر 1997       |
|             | منظمة الشرطة الجنائية الدولية             | ?                  | ?                   |

## وصلات خارجية
- موقع وزارة الخارجية اللاتفية